# Hydrovatus facetus
Hydrovatus facetus är en skalbaggsart som beskrevs av Guignot 1942. Hydrovatus facetus ingår i släktet Hydrovatus och familjen dykare. Inga underarter finns listade i Catalogue of Life.